# Brunsbüttel LNG-terminal
De Brunsbüttel LNG-terminal is een project voor de bouw en exploitatie van de terminal voor vloeibaar aardgas (lng). De federale regering is een voorstander omdat dit de afhankelijkheid van Russisch gas doet verminderen, maar milieuorganisaties zijn tegen vanwege de negatieve klimaateffecten. Het project is een initiatief van de Nederlandse bedrijven Gasunie en Vopak en het Duitse bedrijf Oiltanking.
De terminal krijgt twee aanlegplaatsen, twee opslagtanks en een hervergassingsinstallatie. Verder wordt de terminal aangesloten op het Duitse aardgasnet. De kosten van dit alles worden geraamd op 300 à 500 miljoen euro. Er komen twee opslagtanks elk met een inhoud van 165.000 m³ en twee aanlegsteigers. Een steiger is bestemd voor grote gastankers met een capaciteit tot 267.000 m³ en een steiger voor kleinere schepen. Eenmaal gereed kan de terminal jaarlijks maximaal 8 miljard kubieke meter aardgas hervergassen en in het Duitse netwerk pompen. De terminal komt te liggen aan de Elbe en het Noord-Oostzeekanaal, dicht bij de Noordzee.
De terminal heeft een lange voorgeschiedenis, er worden al jarenlang plannen gemaakt en in 2015 kwamen de Nederlandse bedrijven erbij. Door oppositie van milieubewegingen en buurtbewoners is de bouw nooit gestart. In 2021 haakte Vopak als actieve deelnemer af en schreef de waarde van het project af. Op 27 februari 2022 heeft bondskanselier Olaf Scholz de snelle bouw aangekondigd van twee lng-terminals, deze en bij Wilhelmshaven, als reactie op de Russische invasie van Oekraïne in 2022 om de afhankelijkheid van Russisch aardgas te verminderen. Op 5 maart maakten Vopak en Oiltanking bekend hun belang in het project te verkopen. Gasunie gaat nu verder met Kreditanstalt für Wiederaufbau (KfW) als partner.